# メリッサ・ストックウェル
メリッサ・ストックウェル（英語: Melissa Stockwell、1980年1月31日 - ）は、アメリカ合衆国のパラ競泳選手、パラトライアスロン選手。

## 経歴
ミシガン州グランドヘイブン出身。コロラド大学では予備役将校訓練課程を3年間受け、2002年に卒業、アメリカ陸軍に入隊した。2004年3月、当時中尉だった彼女は、イラク戦争で派遣された先のバグダッドで輸送隊の警備についていたところ、沿道にあった爆弾が爆発し左足を失うことになる。その後はウォルター・リード・メディカル・アーミー・センターで手術やリハビリを行い、軍から退いた。彼女のイラクでの貢献に対しアメリカ合衆国よりブロンズスターメダルとパープルハート章が送られた。
その後はリハビリの一環として行っていた競泳で2008年の北京パラリンピックへの出場が決定する。100m自由形では予選5位、100mバタフライでは予選6位、100m自由形では予選4位に終わっており、閉会式ではアメリカ選手団の旗手を務めた。
北京パラリンピックの後にはトライアスロンに目を向け、ブダペストで開催された2010世界トライアスロン選手権シリーズではTRI-2（重度の下肢障害）クラスで優勝、2011年と2012年の大会でもタイトルを守った。2016年リオデジャネイロパラリンピックではPT2（重度の障害）カテゴリーで銅メダルを獲得。2020年東京パラリンピックではPTS2（立位）カテゴリーで5位となった。

## エピソード
- 東京パラリンピック出場時、選手村でイラクの陸上選手と食事を共にすることになった。イラク選手は、ストックウェルのInstagramの投稿をスクロールしている途中、ある写真の左足を指さして「イラク？」と尋ね、謝罪した。謝ってもらう必要はないと考えていたストックウェルは、その後イラク選手からの「イラクに友人はいる？」との質問に「あなた」と答え、2人とも笑顔になった[9]。